# Il grande capitano
Il grande capitano (John Paul Jones) è un film del 1959 diretto da John Farrow, con Robert Stack, Marisa Pavan e Peter Cushing.
Tratta dalla storia Nor'wester di Clements Ripley, la pellicola è ricordata anche per un cameo di alcuni minuti di Bette Davis nei panni di Caterina II di Russia e per il debutto di un'adolescente Mia Farrow.

## Trama
Biografia romanzata del capitano della marina USA John Paul Jones, che ha combattuto in diversi fronti, prima per l'indipendenza dall'Inghilterra, poi a fianco dei francesi e in seguito della Russia imperiale.